# ردز (زلاغي الغربي)
ردز (بالفارسية: رادز) هي قرية تقع في إيران في قسم زلاغي الغربي الریفي. يقدر عدد سكانها بـ 31 نسمة بحسب إحصاء 2016.